# عبد العزيز الحربي (لاعب كرة قدم مواليد 2003)
عبد العزيز نايف الحربي، لاعب كرة قدم سعودي يلعب في نادي الحزم.